# Beto Rosado
Carlos Alberto de Sousa Rosado Segundo (Mossoró, 1 de fevereiro de 1982), mais conhecido como Beto Rosado, é um engenheiro agrônomo e político brasileiro, que exerceu dois mandatos de deputado federal pelo Rio Grande do Norte, filiado ao Progressistas.

## Biografia

### Formação acadêmica
Graduou-se no curso de Agronomia pela Universidade Federal Rural do Semiárido (UFERSA), é especialista em Gestão Empresarial pela Fundação Getúlio Vargas (FGV).

### Vida pessoal
Beto é filho do ex-deputado Betinho Rosado e da assistente social Mary Simone Barrocas Rosado, é neto do ex-governador do Rio Grande do Norte, Dix-Sept Rosado.
Beto Rosado casou-se com a engenheira agrônoma Anne Katherine de Holanda Bezerra Rosado, com quem teve seus filhos Teodoro Dix-Sept Bezerra Rosado, Carlos Ezequiel Bezerra Rosado, Andre Jeronimo Bezerra Rosado.

## Carreira política
Ocupou a Subsecretaria de Desenvolvimento Rural da Prefeitura de Mossoró durante a gestão da prefeita Cláudia Regina (DEM), quando implantou um complexo Plano de Enfrentamento à seca, perfurando poços, ampliando o programa Garantia Safra e construindo uma rede de adutoras nas comunidades rurais. Foi sua primeira experiência no serviço público.
Em 2014, conquistou o primeiro mandato eletivo, obtendo 64.445 votos para uma das oito cadeiras de Deputado federal do Rio Grande do Norte. Já em 2018 foi candidato a reeleição sendo eleito novamente para um novo mandato, após ter conseguido uma vaga como suplente, obtendo 71.092 votos.
Como deputado federal, Beto foi autor de 43 projetos de Lei na Câmara dos Deputados. Também fez parte de diversas comissões na casa legislativa, entre elas, já foi o único membro titular do RN na CCJ (Comissão de Constituição e Justiça). Nesse ano de 2021, Beto foi escolhido para ser membro titular na Comissão de Minas e Energia.
Além disso, Beto também conquistou diversas vitórias para a geração de emprego e renda no RN. Entre essas está a publicação do decreto presidencial que tornou o sal bem de interesse social; a luta pela exportação do melão potiguar para a China e a luta pela construção do Ramal Apodi, que traz as águas da Transposição do Rio São Francisco para a região Oeste Potiguar.

## Desempenho em Eleições
| Ano  | Eleição                         | Partido | Cargo            | Votos  | %     | Resultado  | Ref.   |
| ---- | ------------------------------- | ------- | ---------------- | ------ | ----- | ---------- | ------ |
| 2014 | Estadual do Rio Grande do Norte | PP      | Deputado Federal | 64.445 | 4,08% | Eleito     | [ 7 ]  |
| 2018 | Estadual do Rio Grande do Norte | PP      | Deputado Federal | 71.092 | 6,09% | Eleito     | [ 8 ]  |
| 2022 | Estadual do Rio Grande do Norte | PP      | Deputado Federal | 83.968 | 4,49% | Não eleito | [ 15 ] |

## Controvérsias

### Exploração salina
Rosado foi um dos responsáveis por transformar o sal em bem de interesse social. Apesar de ser vendida como um ativo eleitoral, o caso é visto com preocupação por ambientalistas e setores da imprensa brasileira. Segundo o jornalista Paulo Nascimento, em reportagem publicada pelo The Intercept Brasil, a iniciativa de Rosado na Câmara, permite que produtores salinos ocupem áreas de preservação permanente em margens de rios, mangues e dunas.
Ainda segundo a matéria, Rosado é um dos principais congressistas do lobby das indústrias salinas. O Rio Grande do Norte é o principal estado em produção de sal no país.